# Alenquer (Pará)
Pour les articles homonymes, voir Alenquer (homonymie).
Alenquer est une municipalité brésilienne située dans l'État du Pará.
La forêt nationale de Mulata s'étend sur le territoire de la municipalité.